# Clement Reid

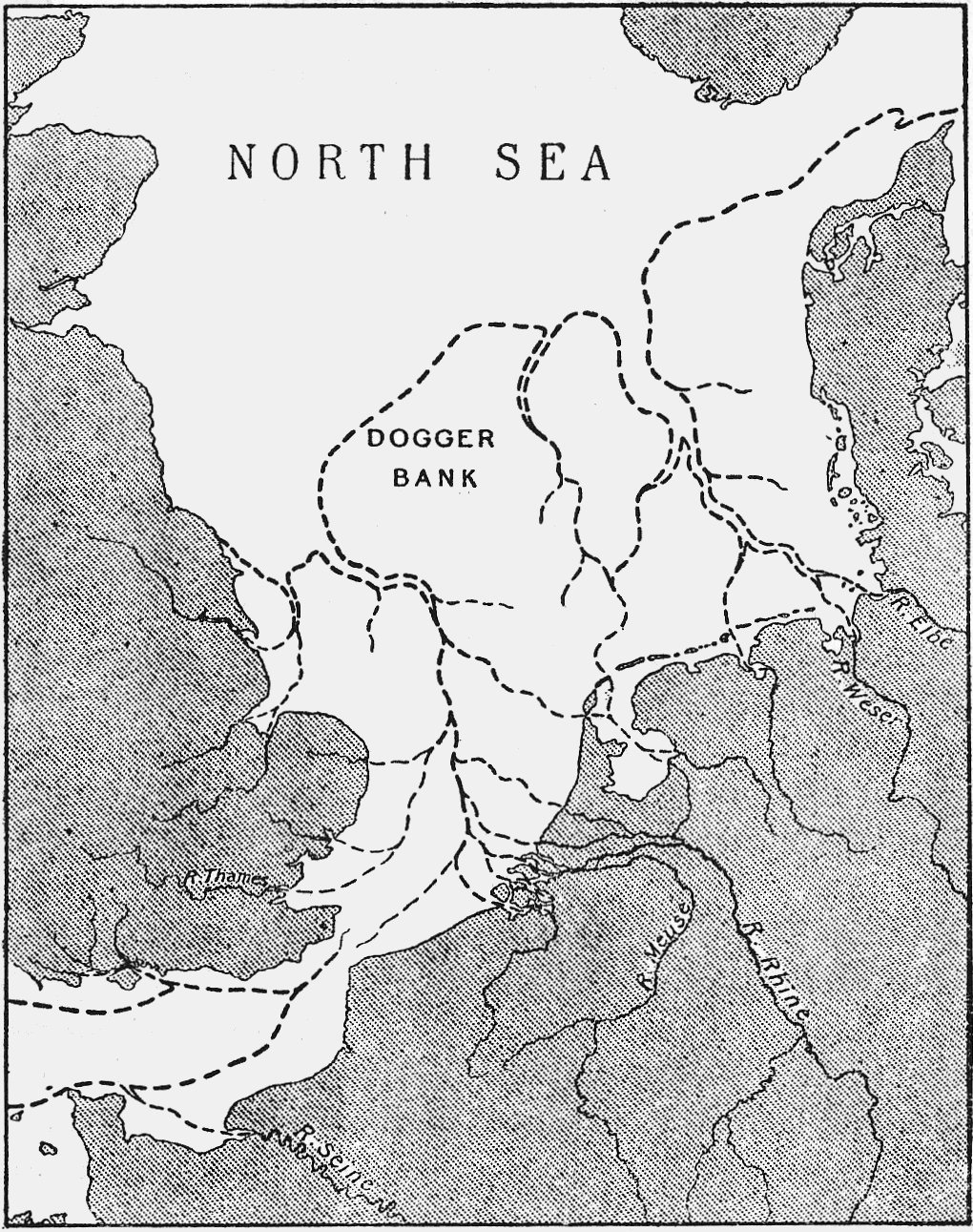
Doggerland, Karte von Reid aus Submerged Forests 1913

Clement Reid (* 6. Januar 1853 in London; † 10. Dezember 1916 in Milford-on-Sea) war ein britischer Paläobotaniker und Geologe.
Sein botanisches Autorenkürzel lautet „C.Reid“.

## Leben und Wirken
Reid kam aus bescheidenen Verhältnissen und bildete sich vor allem autodidaktisch fort. Sein Großonkel war Michael Faraday. Ab 1874 war er als Feldgeologe beim Geological Survey angestellt mit geologischen Kartographierungen. 1901 wurde er Distrikt-Geologe. 1913 ging er in den Ruhestand.
1908 war er als Geologe auf Zypern, um bei der Nutzung der Wasserressourcen zu beraten.
1875 wurde er Fellow der Geological Society of London, deren Murchison Fund Stipendium er 1886 erhielt. Von 1892 bis 1895 und 1912 war er im Rat der Society. 1897 erhielt er ihre Bigsby Medal. 1913/14 war er deren Vizepräsident. 1899 wurde er Fellow der Royal Society. Er war Fellow der Linnean Society und von 1900 bis 1902 sowie von 1905 bis 1907 in deren Rat. Er war Sekretär der Geologieabteilung der British Association.
Er befasste sich insbesondere mit dem Tertiär und war ein Pionier der Paläobotanik. In gründlichen Untersuchungen (teilweise in den Niederlanden in Tegelen (1905)) zeigte er, dass sich die fossile Flora bestimmter Lagerstätten fast ausschließlich aus Samen und Pollen rekonstruieren ließ.
Er war seit 1897 mit Eleanor Mary Reid verheiratet, mit der er 1913 nach Milford-on-Sea in Hampshire zog und mit der er eng zusammenarbeitete und veröffentlichte.
Er bearbeitete auch Ende des 19. Jahrhunderts systematisch Fossilienfunde aus der Nordsee und vermutete eine heute von der Nordsee bedeckte eiszeitliche Landmasse (im Bereich der Doggerbank), die Großbritannien mit Europa verband (siehe Doggerland). Er schrieb darüber in seinem Buch Submerged Forests.
Außerdem veröffentlichte er über den Menschen in der Eiszeit (Report on Relation of Palaeolithic Man to the Glacial Epoch (Hoxne Excavation), British Association 1896).

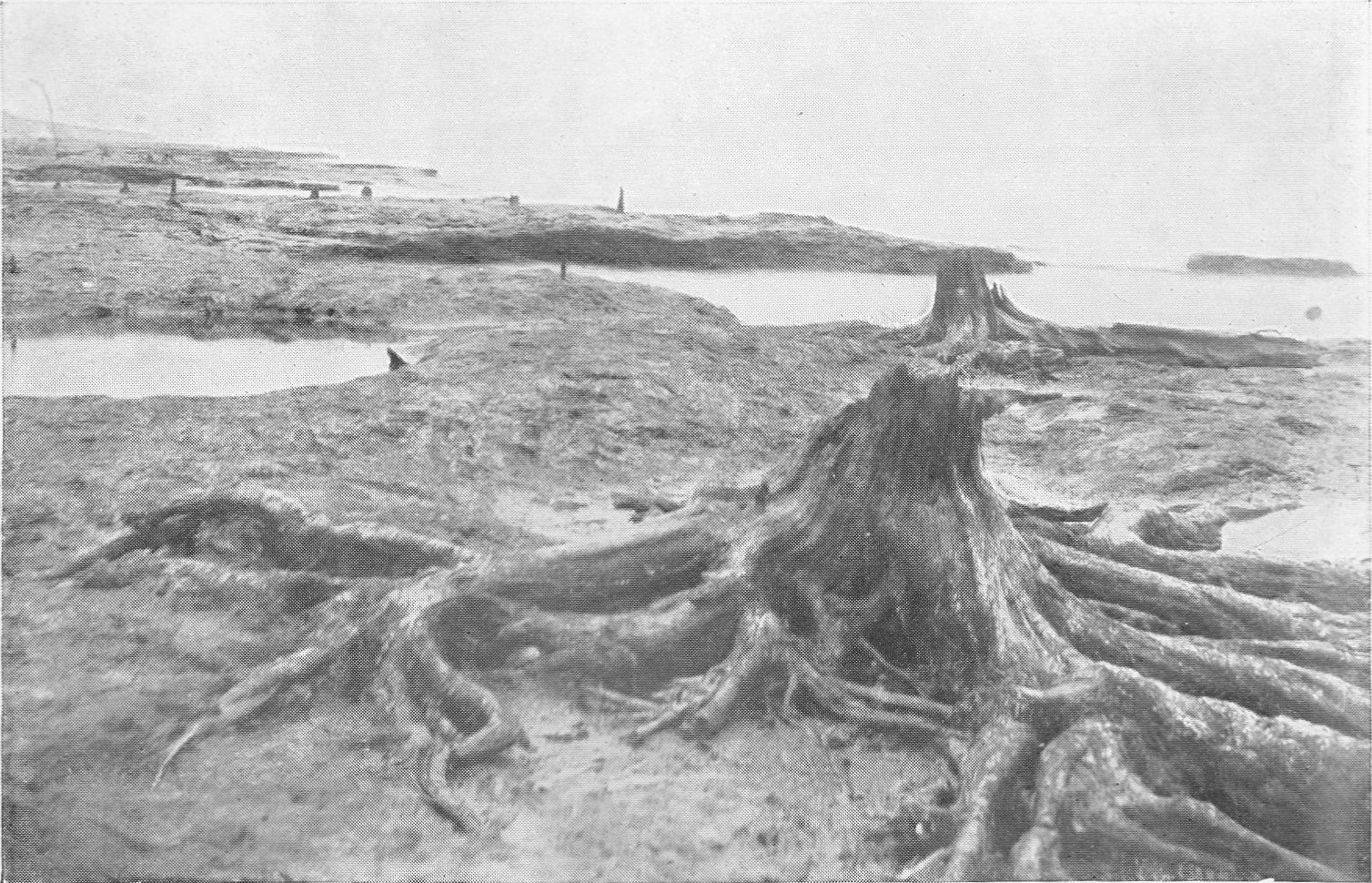
Fossile Baumreste an der Küste von Cheshire, aus Reid Submerged Forests 1913

## Schriften
- The origin of the british flora, London, Dulau 1899, Archive.org doi:10.5962/bhl.title.24157 doi:10.5962/bhl.title.55460 doi:10.5962/bhl.title.7595
- The Pliocene deposits of Britain, Geological Survey, London, Printed for H. M. Stationery Office by Eyre and Spottiswoode, 1890
- Submerged Forests, Cambridge University Press und Putnam’s (New York), 1913, Archive
- mit Eleanor Mary Reid: The Pliocene floras of the Dutch-Prussian border, Mededeelingen van de Rijksopsporing van Delfstoffen, Nr. 6, Gravenhage, M. Nijhoff 1915 doi:10.5962/bhl.title.57075
- mit Eleanor Mary Reid: The fossil flora of Tegelen-sur-Meuse, near Venloo, in the Province of Limburg, Verh. Kgl. Akad. Wet. Amsterdam 1907

Beim Geological Survey veröffentlichte er Berichte über die Geologie um Bournemouth (1898), Eastbourne (1898), Holderness (und angrenzende Teile von Yorkshire und Lincolnshire, 1885), Dorchester (1899), Ringwood (1902), Salisbury (1903), Bognor (1897), Cromer (1882), Chichester (1903), Southampton (1902) sowie den Abschnitt Tertiär der Isle of Wight (1899).